# Gericht Duderstadt

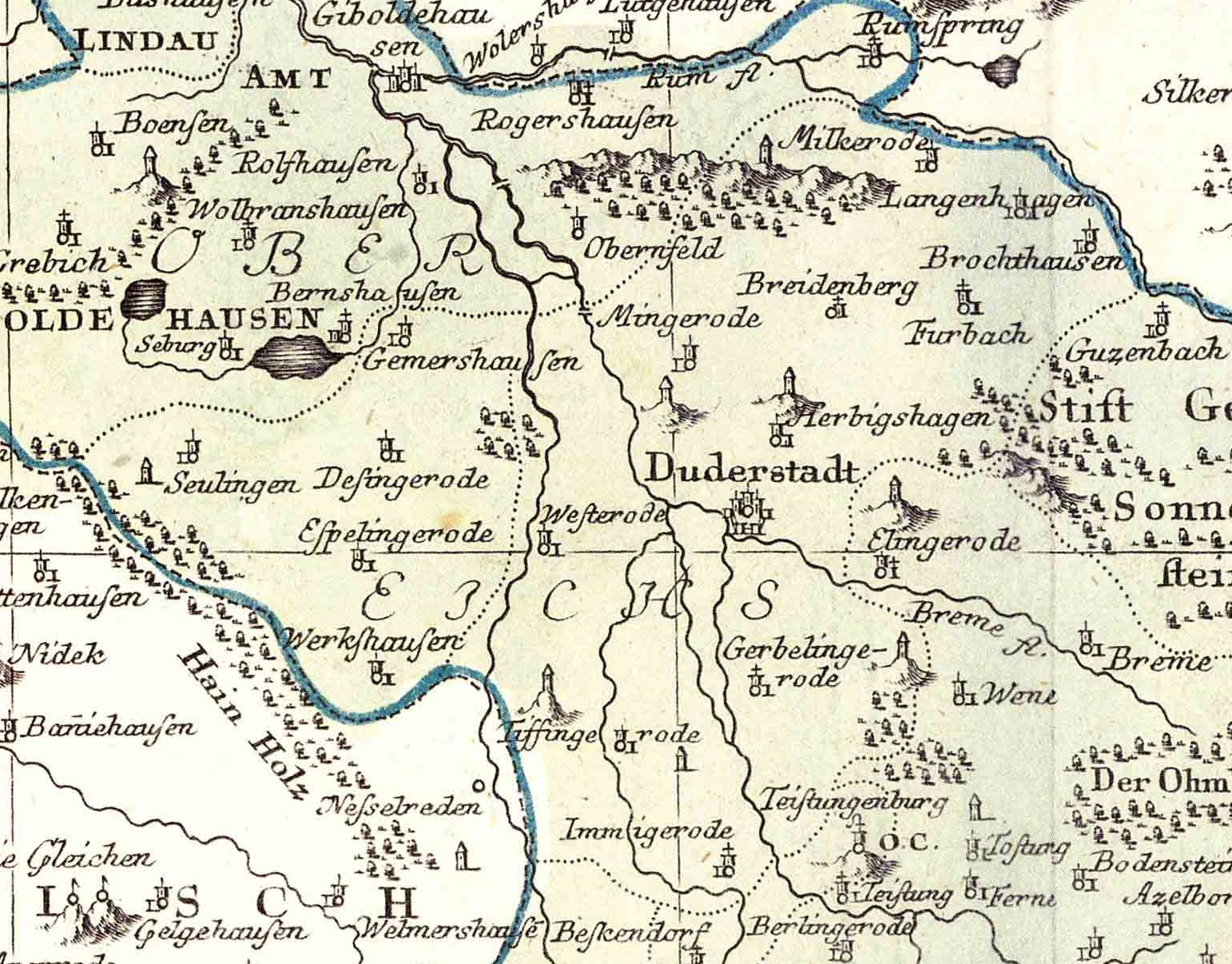
Das Gericht Duderstadt auf einer Karte im Jahr 1759

Das Gericht Duderstadt war ein historisches Verwaltungsgebiet in und um Duderstadt im kurmainzischen Eichsfeld.

## Geschichte
Das Stadtgericht Duderstadt entstand aus der mittelalterlichen Mark Duderstadt. Die Mark Duderstadt gehörte seit 974 dem Stift Quedlinburg, dieses belehnte 1236 den Landgrafen Heinrich von Thüringen mit der Mark und ab 1247 Herzog Otto I. (Braunschweig). Dann war sie über hundert Jahre in welfischem Besitz der Linie Grubenhagen.
1334 bis 1366 gelangten die Mark und das benachbarte Amt Gieboldehausen (mit dem Gericht vor der Stadt und dem Gericht zu Bernshausen) dann schrittweise zum kurmainzischen Eichsfeld und es entstand das kurmainzische Amt oder Gericht Duderstadt. Bis Ende des 14. Jahrhunderts konnte Duderstadt ein beachtliches Territorium erwerben, so dass zum Stadtgericht nicht nur Duderstadt selbst, sondern die Orte Breitenberg, Brochthausen, Fuhrbach, Gerblingerode, Hilkerode, Immingerode, Langenhagen, Mingerode, Nesselröden, Tiftlingerode und Westerode gehörten. Dazu kamen noch zahlreiche heute nicht mehr existierende Siedlungen wie zum Beispiel Klingenburg, Herbigshagen, Dudenborn, Leere und Rosenthal. Die bis zum Bauernkrieg zu Duderstadt gehörenden fünf Kesperdörfer Desingerode, Esplingerode, Germershausen, Seulingen und Werxhausen wurden dem benachbarten Amt Gieboldehausen zugeschlagen.
Ursprünglich befand sich das Gericht am königlichen bzw. herzoglichen Hof bei der Servatiuskirche, an der Spitze der Gerichtsbarkeit der Mark Duderstadt stand seit dem Mittelalter ein Stadtvogt bzw. auch ein Schultheiß. Herzog Heinrich der Wunderliche verlieh der Stadt 1279 das Recht der Stadt Braunschweig. 13 64 verpfändete der Mainzer Erzbischof das Gericht in der Stadt, vor der Stadt und in Bernshausen an Tile und Otto von Kerstlingerode. Im Laufe des 14./15. Jahrhunderts gelangte die Stadt in den Besitz des Gerichts und der Stadtrat von Duderstadt konnte seine Machtbefugnisse immer weiter ausbauen und den Einfluss des Stadtvogtes einschränken, es wurde zu einem Stadtgericht. Nach der Niederschlagung des Bauernaufstandes bei Frankenhausen eroberte der Herzog Heinrich von Braunschweig-Wolfenbüttel die Stadt Duderstadt und übergab sie wieder dem Mainzer Erzbischof Albrecht. Danach verlor der Stadtrat die Gerichtsbarkeit und an Stelle des Vogtes wurde ein Schultheiß eingesetzt. Er war der städtische Vertreter der Mainzer Kurfürsten und wurde von diesen eingesetzt. Daneben existierte der Stadtrat mit dem jeweiligen Bürgermeistern. Um 1430 fand das Gericht vor dem Koufhus (dem heutigen Rathaus) statt, später im Rathaus selbst, wo sich auch ein Folterkeller befand. In der Stadt befanden sich drei Pranger, und der Galgen stand unterhalb der Sulbergwarte.
Neben dem Stadtgericht gab es noch ein Westergericht, welches vor dem Westertor gehalten wurde. Dieses Gericht wurde von einem Gografen geleitet. Ab dem 17. Jahrhundert leitete der Vogt von Gieboldehausen das Gericht am Westertor. Folgende Richter sind in Duderstadt nachgewiesen:
- 1386 Herman von Böseckendorf (Richter und Gograf)
- 1373  und 1384 Simon Rust (Richter und Gogreve)
- 1387 Dietrich (Gogreve und Landrichter)
- 1388 Helhold von dem Hagen (Richter vor der Stadt)
- 1373 Wasmut Rieme (auf dem Westergericht zu Duderstadt)[5]
- 1393 Wasmut von Böseckendorf (Vogt des Gerichts)
- 1405 Johann von Breitenbach (Landrichter)

Bis 1802 verbleibt das Amt im Besitz von Kurmainz. Nach der Inbesitznahme des Eichsfeldes durch das Königreich Preußen wurde das Eichsfeld in zwei Landkreise geteilt, Duderstadt war Sitz für den preußischen Landrat des preußischen Unterkreises. Während der französisch-westphälischen Besetzung war Duderstadt Sitz des Distriktes Duderstadt innerhalb des Departement des Harzes. Nachdem das Untereichsfeld 1816 dem Königreich Hannover zugeschlagen worden war, entstand das Amt Duderstadt mit den elf Ratsdörfern und fünf Kirchspieldörfern („Kespeldörfer“).

## Stadtvögte

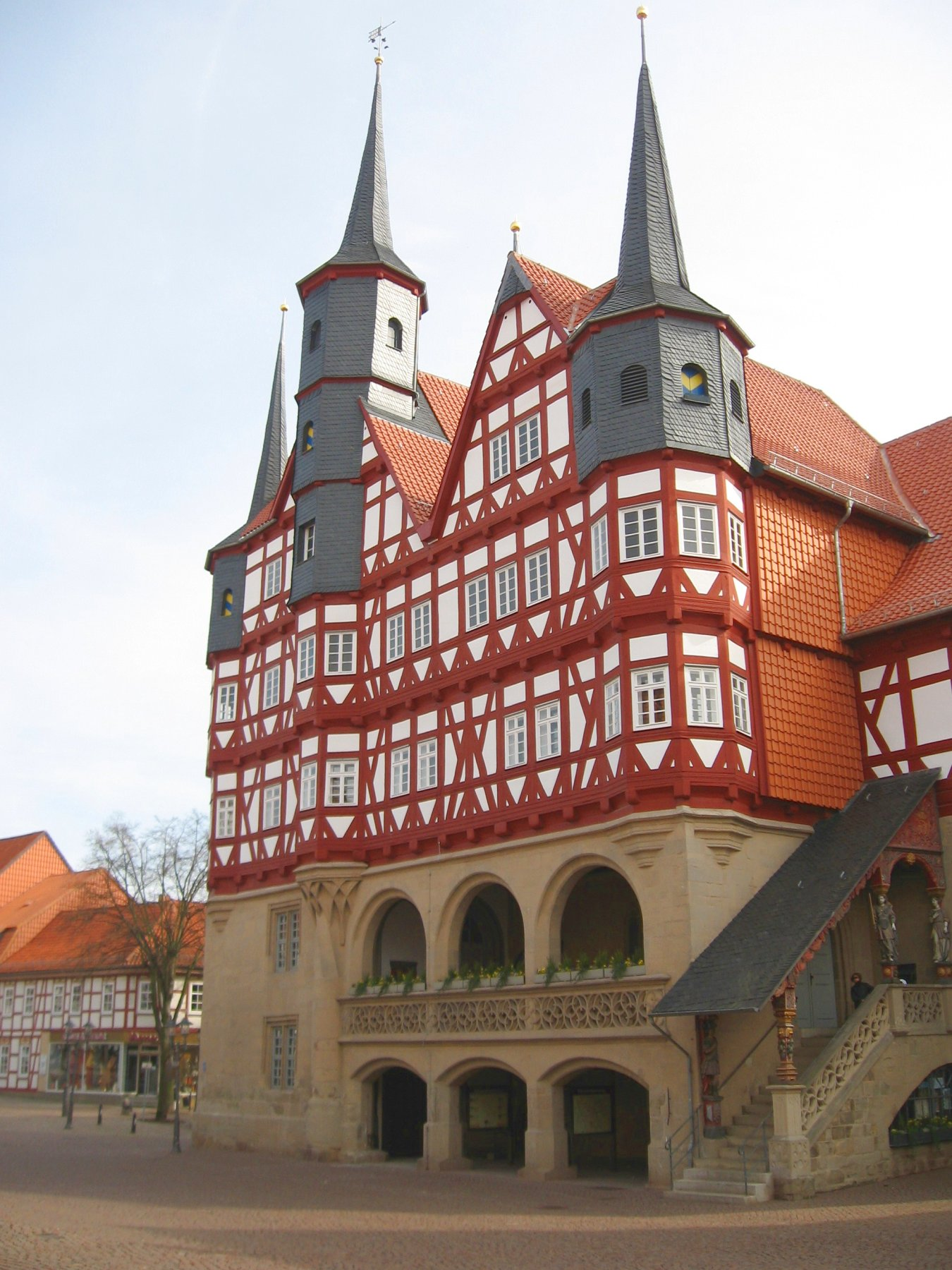
Das ehemalige Koufhus und heutige Rathaus in Duderstadt

Für die Zeit der Zugehörigkeit zum Stift Quedlinburg sind keine Vögte erwähnt. Folgende braunschweigische und mainzische Vögte sind in Duderstadt bekannt:
- 13. Jh. Hermen IV. von Oldershausen, Vogt zu Duderstadt, Osterode und Herzberg[7]
- 1266 Heidenreich oder Heinrich von Mützschefahl (Heidenricus miles advocatus, consules et burgensium universitas in duderstad)[8][9]
- 1288 Willkin
- 1321 Hermann von Hagen
- 1436 Engelhard Döring
- 1446 Burkard von Enzenberg[10]
- 1448 Bertram von Brobeck[11]

## Kurmainzer Stadtschultheiße in Duderstadt
Folgende Schultheiße sind nachgewiesen:
- 1554 Johann Möring
- 1573 Henrich von Hagen
- 1587, 1603 Johann Henniker
- 1615 Jost von Horn
- 1631–1648 Michael Sponsail
- 1638–1635 Herwig Morick
- 1651–1684 Jost Adrian von Horn
- 1684–1714 Johann Christoph Böning
- 1714–1726 Johann Heinrich Dresanus
- 1726–1754 Franz Wilhelm Wagner
- 1754–1769 Jost Adrian Schott
- 1769–1778 Friderich Godfried Gerhardi
- 1778–1792 Georg Franz Heiland
- 1792–1802 Karl-Josef Hofmann[13]

## Duderstädter Landwehr

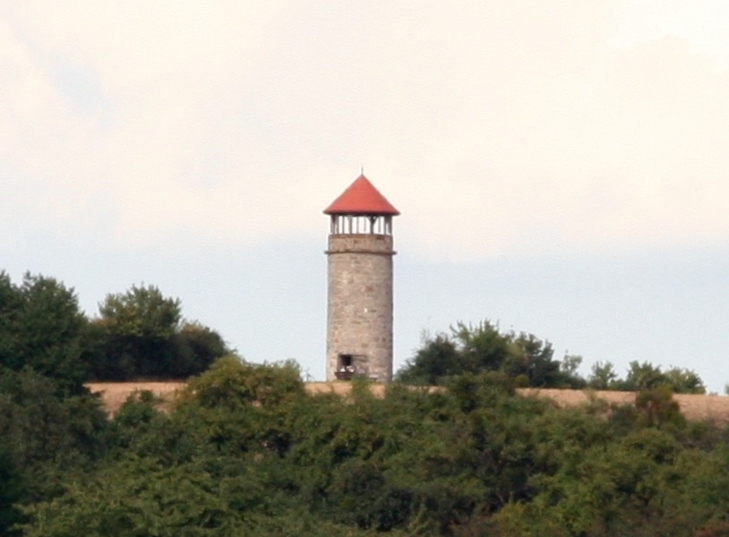
Die Sulbergwarte nördlich von Duderstadt

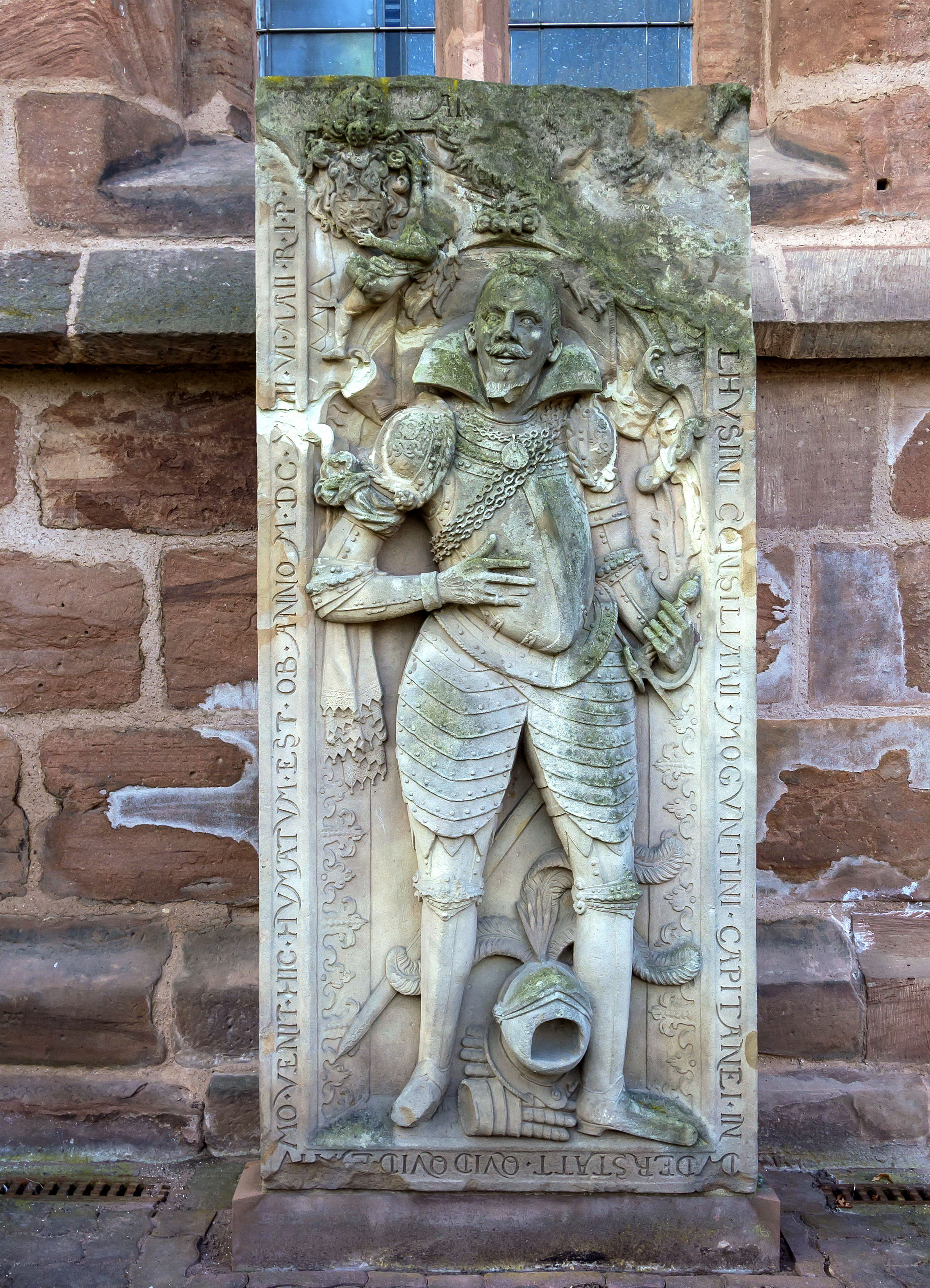
Grabplatte des Stadthauptmannes Andreas Birkner in Heiligenstadt

Neben der Stadtmauer mit Wall und Graben zum Schutz der Stadt, ließ zu Beginn des 15. Jahrhunderts die Stadt um ihre Gemarkung und an den Grenzen des mainzischen Gebietes mit Wällen und Knicks die Duderstädter Landwehr errichten. Beiderseitige Gräben, deren Durchgänge mit Schlagbäumen und Warttürmen versehen waren, sollte die Stadt gegen feindliche Einfälle, vor allem der benachbarten Adelsgeschlechter schützen. Über 12 Warttürme sind in der näheren und weiteren Umgebung von Duderstadt bekannt: Euzenbergwarte, Pferdebergwarte, Lindenbergwarte, Hahnekratzwarte, Sulbergwarte, Rote Warte, Tettelwarte, Hilkeröder, Seulinger und Nesselröder Warte, Feuerhakenwarte und weitere. Reste der ehemaligen Landwehr, des Knicks und der Warttürme sind noch heute vorhanden.
Zum Schutz der Stadt waren alle männlichen Bürger verpflichtet, an deren Spitze der Stadthauptmann und der Schützenmeister standen. Das Besetzungsrecht der Hauptmannsstelle lag zwar beim Stadtrat, Bewerber mussten sich aber beim Mainzer Kurfürsten bewerben. Der Hauptmann wurde von der Stadt besoldet, erhielt dort freie Wohnung und Naturalabgaben, sowie einen Zuschuss des Kurfürsten. Folgende, zumeist adlige Stadthauptmänner sind bekannt:
- Hans von Hagen (1390)
- Tile (1437), Heinrich (1467) und Ernst (1525) von Westernhagen
- Hans von dem Hagen (1456)
- Burkard von Enzenberg (1479)
- Hans von Grone (1506)
- Rudolph (1517) und Philipp (1624–1628) von Bültzingslöwen
- Joachim von Bodensee und Friedrich von Wintzingerode
- Claus von Leuthorst
- Johann von Hanstein (bis 1560)
- Georg von Krain (1560, 1575)
- von Mingerode (1578)
- Jost von Eschwege (bis 1603)
- Thomas Selgen (1604–1607)
- Andreas Birkner (1608, 1613 als Gefangener auf dem Rusteberg)
- Valentin von Tastungen (1614–1623)
- Friedrich Wilhelm (1638–1671) und Ernst Christoph (1676) von Knorr
- Johann Kaspar von Hagen (1718–1732)[16]